# Radno pravo
Najopćenitije, radno pravo se može definirati kao sustav pravnih pravila kojima se uređuju radni odnosi.

## Predmet uređenja
1. zasnivanje i prestanak radnih odnosa
2. zaštita osoba u radnom odnosu
3. materijalna prava i obveze iz radnih odnosa
4. sustav stegovne i materijalne odgovornosti
5. ostvarivanje prava iz radnih odnosa
6. prava na udruživanje radnika (sindikat) i poslodavaca (udruge poslodavaca)
7. kolektivni ugovori
8. nadzor države nad primjenom propisa o radu

## Razvoj
U doba gospodarskog liberalizma, najamni radni odnosi se uključuju u obveznopravne ugovorne odnose i kao norme ulaze u građanske zakonike. U 19. stoljeću, radnička klasa sve više vrši pritisak na državu koja donosi zaštitne zakone (UK, Francuska, Njemačka) te se donose zakoni za rad i radne odnose. Nakon 1. svjetskog rata reguliraju se prava radnicima putem zakona u čijoj su izradi sudjelovali predstavnici radničkih partija, sindikata. Godine 1919. osniva se Međunarodna organizacija rada. Nakon 2. svjetskog rata se regulira i zaštita radnika te njihovo sudjelovanje u upravljanju gospodarskim subjektima.